# Acrocercops clisiophora
Acrocercops clisiophora är en fjärilsart som beskrevs av Turner 1940. Acrocercops clisiophora ingår i släktet Acrocercops och familjen styltmalar. Inga underarter finns listade i Catalogue of Life.